# Estação Ferroviária de Patos
A Estação Ferroviária Patos é uma estação ferroviária localizada na cidade de Patos, Paraíba.
Inaugurada em 19 de Abril de 1944, diante de solenidade que mobilizou a cidade, a estação já servia aos propósitos que fora construída, desde 26 de janeiro de 1944, data da primeira viagem de trem do local.
A estação integrava o ramal de Campina Grande, que inicialmente partia desde Itabaiana até a cidade de Campina Grande e depois de concluída a ligação entre Sousa-Pombal, Pombal-Patos e Patos-Campina, ligou-se com o Ceará.

## Histórico
Em 1907 foi inaugurado o ramal de Campina Grande, que partia da ferrovia da Great Western, que ligava Recife a Natal, o ramal da Paraíba foi prolongado de Sousa até Patos, em 1944 e em 1958, permitindo a ligação férrea entre o Ceará e a Paraíba ou Pernambuco.
O transporte de passageiros não acontecia na linha desde os anos de 1980 e a estação deixou de servir ao seu propósito inicial no início dos anos 2000, encontrando-se atualmente, fechada.